# El camisón arrebatado
El camisón arrebatado o La camisa alzada (en francés, La chemise enlevée) es un cuadro del artista rococó francés Jean Honoré Fragonard, realizado hacia 1770. Es una pintura al óleo sobre lienzo de pequeñas dimensiones: 35 centímetros de alto por 42 cm de ancho. Se conserva en el Museo del Louvre de París (Francia), habiendo sido adquirido mediante el legado del Dr. Louis La Caze en 1869.
Con este cuadro hace pareja otro, Le feu aux poudres, sin duda anterior, presente en el Louvre con la colección Beistegui.

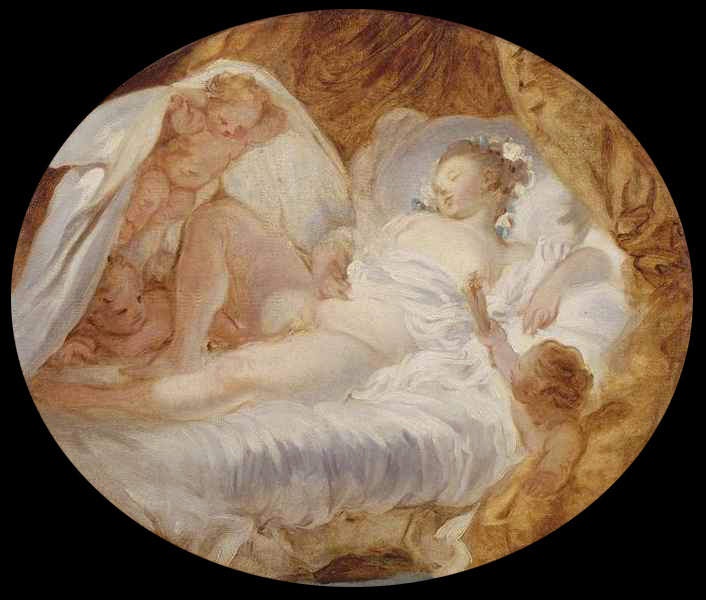
Le feu aux poudres, pendant de El camisón arrebatado.

Fue expuesto en París en 1860. Esta obra sirvió para el redescubrimiento del artista, en una época en la que los hermanos Goncourt pusieron de moda el siglo XVIII gracioso y licencioso. En efecto, Fragonard cayó en el olvido después de la Revolución francesa, pero fue la pluma de los Goncourt la que permitió que reencontrara su lugar, si bien como pintor frívolo; su talento como pintor histórico y elegíaco no se vio reconocido hasta el siglo XX.
Representa a una joven tumbada en su lecho. Lleva una cinta azul en el pelo y un amorcillo, atributo de la diosa Venus, le arrebata el camisón. Su desnudez permite al pintor recrearse en el atractivo sensual de la carne rosada.